# Takahiro Shimada
Takahiro Shimada (født 9. februar 1965) er en tidligere japansk fodboldspiller.
Han har spillet for flere forskellige klubber i sin karriere, herunder Gamba Osaka.